# Cochlostoma cinerascens
Cochlostoma cinerascens is een slakkensoort uit de familie van de Megalomastomatidae. De wetenschappelijke naam van de soort is voor het eerst geldig gepubliceerd in 1837 door Rossmassler.